# Greg Eagles
Pour les articles homonymes, voir Eagles (homonymie).
 (juin 2022).
Si vous disposez d'ouvrages ou d'articles de référence ou si vous connaissez des sites web de qualité traitant du thème abordé ici, merci de compléter l'article en donnant les références utiles à sa vérifiabilité et en les liant à la section « Notes et références ».
Greg Eagles est un acteur et scénariste américain né le 28 octobre 1970 à Milwaukee dans le Wisconsin.

## Filmographie

### Acteur

#### Film
- 2001 : Babylon Vista : Randy

#### Films d'animation
- 1999 : Spawn 3: Ultimate Battle : Charles
- 2007 : Billy & Mandy's Big Boogey Adventure (en) : le Faucheur
- 2007 : Billy & Mandy: Wrath of the Spider Queen (en) : le Faucheur

#### Téléfilm
- 1993 : Blindsided : Détective numéro 1

#### Séries d'animation
- 1996 : What a Cartoon! : Fix (épisode Buy One, Get One Free)
- 1997 : Spawn : Charles
- 1998 : Invasion America ("Invasion America") : Philip Stark
- 1999 : Crashbox : Captain Bob et Sketch Pad (
- 2000 : Lobo : Lobo
- 2001-2007 : Billy et Mandy, aventuriers de l'au-delà (The Grim Adventures of Billy & Mandy) : le Faucheur

### Scénariste
- 2007 : Oh Yeah Cartoons!

## Ludographie
- 2006 : Billy et Mandy, aventuriers de l'au-dela : le Faucheur
- 2007 : Crash of the Titans : Aku Aku
- 2008 : Crash: Mind over Mutant : Aku Aku
- 2017 : Crash Bandicoot N. Sane Trilogy : Aku Aku
- 2019 : Crash Team Racing Nitro-Fueled : Aku Aku
- 2020 :  Crash Bandicoot 4: It's About Time : Aku Aku